# Virtus Reggio Calabria 2000-2001
Questa voce raccoglie le informazioni riguardanti la Virtus Reggio Calabria nelle competizioni ufficiali della stagione 2000-2001.

## Organigramma societario
Area direttiva
- Presidente: Pasquale Rappoccio

Area tecnica
- Allenatore: Giovanni Caprara
- Allenatore in seconda: Mauro Masacci
- Scout man: Carmelo Borruto

Area sanitaria
- Medico: Alfonso Tramontana
- Fisioterapista: Caterina Celino
- Preparatore atletico: Giuseppe Azzarà

## Rosa
| N° | Nome                | Ruolo | Data di nascita   | Nazionalità sportiva |
| -- | ------------------- | ----- | ----------------- | -------------------- |
| 1  | Ol'ga Potašova      | S     | 26 giugno 1976    | Russia               |
| 2  | Alessia Torri       | S     | 3 ottobre 1975    | Italia               |
| 3  | Simona Gioli        | C     | 17 settembre 1977 | Italia               |
| 4  | Eva Suskova         | C     | 6 ottobre 1964    | Italia               |
| 5  | Tatiana Artmenko    | S     | 2 settembre 1976  | Israele              |
| 6  | Su Li Qun           | C     | 16 ottobre 1970   | Cina                 |
| 7  | Irina Kirillova     | P     | 15 maggio 1965    | Russia               |
| 8  | Evgenija Artamonova | S     | 15 luglio 1975    | Russia               |
| 9  | Marcela Ritschelová | C     | 9 ottobre 1972    | Rep. Ceca            |
| 10 | Biljana Gligorović  | P     | 31 gennaio 1982   | Croazia              |
| 11 | Rosalba Ceravolo    | S     | 29 agosto 1986    | Italia               |
| 11 | Cristina Pîrv       | S     | 29 giugno 1972    | Romania              |
| 12 | Denise Fontana      | S     | 12 gennaio 1983   | Italia               |